# Johnny Sibilly
Johnny Sibilly, né le 5 septembre 1987 à New York (État de New York), est un acteur et producteur américain.

## Biographie
Il grandit dans une famille de militaires et a vécu en Allemagne, au Texas et à Miami. Il est d'origine cubaine et dominicaine.
Il est queer, activiste et partisan des droits latino-américains et LGBTQ+.

## Carrière
En 2018, il obtient un rôle récurrent dans le drame de FX Pose après avoir auditionné trois fois.
En 2022, il est à l'affiche de la série télévisée Queer as Folk, où il tient l'un des rôles principaux. Il incarne Noah, un avocat reconnu.

## Filmographie

### Cinéma
- 2015 : When I'm with You : un gars qui danse
- 2015 : The Closer : Bobby
- 2019 : Vanilla : Fernando

### Télévision

#### Séries télévisées
- 2014 : New York, unité spéciale : une Drag Queen
- 2014 : My Crazy Love : Dave
- 2015 : Eye Candy : le détective sous couverture
- 2015 : Power : un employé de bureau
- 2015 : Over My Dead Body : Johnny Acevedo (2 épisodes)
- 2017 : The Deuce : Aaron
- 2018–2019 : Pose : Costas (3 épisodes)
- 2019 : Matt and Dan : Julissa
- 2019 : Liza on Demand : Shane
- 2021–2022 : Hacks : Wilson (6 épisodes)
- 2022 : Queer as Folk : Noah (8 épisodes)
- 2024 : Grey's Anatomy : Station 19 : Dominic Amaya

#### Docu-séries
- 2013 : Deadly Affairs : un homme au spa
- 2013 : Celebrity Ghost Stories : Nick Turturro, jeune
- 2014 : Deadly Sins : le détective Graham

#### Émissions télévisées
- 2021 : Logo Live (présentateur)